# U-375
U-375 — средняя немецкая подводная лодка типа VIIC времён Второй мировой войны.

## История
Заказ на постройку субмарины был отдан 16 октября 1939 года. Лодка была заложена 14 марта 1940 года на верфи Ховальдсверке, Киль, под строительным номером 6, спущена на воду 7 июня 1941 года, вошла в строй 19 июля 1941 года под командованием капитан-лейтенанта Юргена Kуненкампа.

### Флотилии
- 19 июля 1941 года — 31 октября 1941 года — 5-я флотилия (учебная)
- 1 ноября 1941 года — 31 декабря 1941 года — 3-я флотилия
- 1 января 1942 года — 30 июля 1943 года — 29-я флотилия

### История службы
Лодка совершила 11 боевых походов, потопила 9 судов суммарным водоизмещением 16 852 брт, повредила военный корабль водоизмещением 2650 тонн, одно судно водоизмещением 6288 брт после повреждений не восстанавливалось.
Потоплена 30 июля 1943 года в западном Средиземноморье к северо-западу от Мальты, в районе с координатами 36°40′ с. ш. 12°28′ в. д., глубинными бомбами с американского противолодочного корабля USS PC-624. 46 погибших (весь экипаж).

### Атаки на лодку
- 6 декабря 1941 года лодка была обнаружена британскими ASW forces во время попытки пройти проливом Гибралтар в Средиземноморье. Лодку вынудили отступить обратно в Атлантику, однако она предприняла ещё одну попытку и удачно прошла пролив 9 декабря.
- 5 февраля 1942 года в Средиземноморье U-375 была обнаружена группой противолодочных кораблей и перенесла атаку глубинными бомбами. Полученные повреждения вынудили её вернуться на базу.